# هشام بن يوسف الصنعاني
أَبُو عَبْدِ الرَّحْمَٰنِ هِشَامُ بْنُ يُوسُفَ الصَّنْعَانِيُّ القاضي، من أئمة الحديث وهو ثقة. قاضي صنعاء، وفقيهها، من أقران عبد الرزاق، لكنه أجل وأتقن، مع قدم موته، فهو ممن يذكر مع معن بن عيسى، وعبد الرحمن بن مهدي. وهو أحد شيوخ الشافعي باليمن، قال أبو زرعة: «كان هشام، أصح اليمانيين كتابا، وأكبرهم وأحفظهم وأتقنهم»، توفي سنة سبع وتسعين ومائة.

## روايته للحديث النبوي
- حدث عن ابن جريج، ومعمر، وسفيان الثوري، والقاسم بن فياض، وجماعة.
- روى عنه إبراهيم بن موسى الفراء، ويحيى بن معين، وإسحاق بن راهويه، وعبد الله بن محمد المسندي، وخلق سواهم.[3]

## الجرح والتعديل
أقوال العلماء فيه
- أبو أحمد بن عدي الجرجاني: «له أحاديث حسان وغرائب وقد روى عنه الأئمة من الناس وهو ثقة».
- أبو حاتم الرازي: «ثقة، متقن».
- أبو حاتم بن حبان البستي: «ذكره في الثقات».
- أبو زرعة الرازي: «كان أصحهم كتابا من اليمانيين يعني أصح من محمد بن ثور وعبد الرزاق وكان أكبرهم وأخطهم وأتقن».
- أبو عبد الله الحاكم النيسابوري: «ثقة مأمون».
- أبو نعيم الأصبهاني: «محتج بحديثه، أحد الثقات».
- أبو يعلى الخليلي: «ثقة متفق عليه، روى عنه الأئمة كلهم».
- أحمد بن حنبل: «أنصف من عبد الرزاق».
- أحمد بن صالح الجيلي: «ثقة».
- إسحاق بن إبراهيم بن كامجرا: «ثقة».
- ابن حجر العسقلاني: «ثقة».
- عبد الرزاق بن همام الصنعاني: «إن حدثكم فلا عليكم أن لا تكتبوا عن غيره».
- يحيى بن معين: «لم يكن به بأس، ومرة: ثقة ومرة: هو أثبت من عبد الرازق في ابن جريج واعلم منه بحديث سفيان».